# Mycetophila deflexa
Mycetophila deflexa är en tvåvingeart som beskrevs av Chandler 2001. Mycetophila deflexa ingår i släktet Mycetophila och familjen svampmyggor. Enligt den finländska rödlistan är arten nära hotad i Finland. Arten har ej påträffats i Sverige. Artens livsmiljö är naturmoskogar. Inga underarter finns listade i Catalogue of Life.